# Neuseeländische Badmintonmeisterschaft 1966
Die Neuseeländische Badmintonmeisterschaft 1966 fand in Rotorua statt. Es war die 33. Austragung der Badmintonmeisterschaften von Neuseeland.

## Titelträger
| Disziplin    | Sieger                       |
| ------------ | ---------------------------- |
| Herreneinzel | Masao Akiyama                |
| Dameneinzel  | Val Gow                      |
| Herrendoppel | Masao Akiyama Ippei Kojima   |
| Damendoppel  | Heather Robson Val Gow       |
| Mixed        | Richard Purser Alison Glenie |